# Magomedomar Magomedomarov
Magomedomar Magomedomarov (10 de abril de 2001) es un deportista emiratí que compite en judo. Ganó una medalla de oro en los Juegos Asiáticos de 2022 y una medalla de bronce en el Campeonato Asiático de Judo de 2024.

## Palmarés internacional
| Juegos Asiáticos    | Juegos Asiáticos  | Juegos Asiáticos  | Juegos Asiáticos |
| Año                 | Lugar             | Medalla           | Categoría        |
| ------------------- | ----------------- | ----------------- | ---------------- |
| 2022                | Hangzhou (China)  | Medalla de oro    | +100 kg          |
| Campeonato Asiático |                   |                   |                  |
| Año                 | Lugar             | Medalla           | Categoría        |
| 2024                | Hong Kong (China) | Medalla de bronce | +100 kg          |